# Jérémy Dumont
Pour les articles homonymes, voir Dumont.

a Compétitions nationales et continentales officielles uniquement.

Jérémy Dumont, né le 27 juillet 1986 à Lormont, est un joueur français de rugby à XV qui évolue au poste de deuxième ligne. Formé au CA Périgueux et à l'Union Bordeaux Bègles, il joue quatre saisons à l'US Marmande avant de finir sa carrière en division professionnelle au sein de l'US Dax. Il se reconvertit ensuite en tant qu'entraîneur.

## Biographie
Jérémy Dumont joue dans le groupe junior du CA Périgueux avant d'être formé par l'Union Bordeaux Bègles. Il remporte en mai 2009 avec le club bordelais le championnat de France espoir (en 3e division) contre le SU Agen, sur le terrain de ce dernier.
Dumont quitte en 2009 la Gironde pour rejoindre l'UR Marmande Casteljaloux en Fédérale 1, recruté par Nicolas Escouteloup. Dumont évolue quatre saisons au club lot-et-garonnais, où il est surnommé Big. Pendant cette période, il dispute un huitième de finale contre l'AS Béziers en 2011. En parallèle, il exerce le métier de policier municipal dans la ville de Marmande.
Il est repéré en 2013 par Richard Dourthe, qui lui fait signer son premier contrat professionnel en Pro D2 avec l'US Dax, d'une saison plus une optionnelle.
À l'intersaison 2014, Benjamin Bagate, entraîneur du Sporting club albigeois mais également l'un de ses anciens coachs à l'Union Bordeaux-Bègles, lui propose de signer au club tarnais, offre que Dumont décline pour prolonger dans les Landes pour deux saisons plus une optionnelle.
En janvier 2015, Dumont sort sur blessure lors d'un déblayage dans un ruck ; il s'agit de sa troisième rupture des ligaments croisés antérieurs de sa carrière. Alors qu'il est toujours enregistré dans l'effectif de l'USD pour la saison 2015-2016, après plusieurs mois d'arrêt et de rééducation, les résultats d'une séance de scanner au mois de novembre lui révèlent que l'état de son genou est trop dégradé pour qu'il puisse espérer poursuivre la pratique du rugby à XV. Il met ainsi un terme à sa carrière de joueur en décembre 2015, en accord avec l'US Dax.
Dumont retourne alors vers Marmande, et intègre en tant que coordinateur sportif de l'équipe technique de son ancien club, l'US Marmande, à partir de la saison 2016-2017,. Il occupe ensuite le poste d'entraîneur en chef du club du RC bazeillais, évoluant en division Promotion,. En mars 2021, il fait son retour à l'US Marmande, prenant en charge l'équipe évoluant alors en Fédérale 1. Participant à la promotion du club en Nationale 2, il quitte son poste fin décembre 2022 pour raisons professionnelles.

## Palmarès
- Championnat de France espoirs de rugby à XV :
  - Vainqueur de 3e division : 2009 avec l'Union Bordeaux Bègles.